# 林材
林 材（りん ざい、生没年不詳）は、明代の官僚。字は謹任、号は楚石。本貫は福州府閩県。

## 生涯
林堪と陳氏のあいだの子として生まれた。1583年（万暦11年）、進士に及第した。はじめ舒城知県に任じられた。1589年（万暦17年）、工科給事中に抜擢された。吏部が鄭洛を戎政尚書に推挙し、張九一を貴州巡撫に起用しようとした。林材は両人がいずれも任用するのに不適切であると直言し、張九一については罷免された。1593年（万暦21年）、王錫爵が北京に召し出されて首輔となると、林材は上疏してこれを批判し、その舌鋒は趙志皋・張位に及んだ。万暦帝が朱常洛・朱常洵・朱常浩の3人の子をそろって王に封じようとすると、林材はこれに反対する議論をおこなった。
林材は吏科都給事中に転じた。南京尚書の郝杰・徐元泰を弾劾して罷免させた。豊臣秀吉の朝鮮侵攻（文禄の役）が起こり、その救援のために明軍が派遣された。宋応昌が沈惟敬の提言を受けて、秀吉を日本国王に封じ、日明の勘合貿易を認める封貢論を主張した。林材はこれに反対して宋応昌・沈惟敬を斬るよう求めたが、万暦帝に聞き入れられなかった。趙志皋・張位が林材の意見を適切でないとしたが、林材は上疏してこれに反論した。1594年（万暦22年）夏6月、西華門で火災があると、林材は同僚たちとともに時の政治の欠点について上言した。万暦帝は激怒したが、ちょうど修身反省の勅令を出したところだったので罪に問わなかった。吏部が顧養謙を総理河道に推挙したが、林材がこれに反論してその人事を中止させた。兵部が平壌の戦いでの論功叙任を求めると、林材はつとめて石星の主張に反対したので、石星も叙官を濫発することができなかった。この年の冬、林材は同僚たちを率いて成憲を祭酒とし、馮夢禎を詹事とし、劉元震を吏部侍郎とする人事に反対した。万暦帝は怒りをつのらせ、林材が言論に名を借りて大臣を誣謗し、さらに善人を中傷しているとして、官位3級を降格し、年俸1年停止の処分を科した。御史の崔景栄らがかれを弁護したが、さらに程郷典史に左遷された。林材は郷里に帰って外出しなくなった。
1620年（泰昌元年）、林材は尚宝司丞として起用された。太僕寺少卿に転じた。北京に帰ってほどなく、引退を願い出て帰郷した。1624年（天啓4年）、南京通政使として起用された。のちに死去した。崇禎初年、右都御史の位を追贈された。著書に『福州府志』76巻があった。